# فرقة باخ بيت لحم
فرقة باخ بيت لحم والمعروفة ب بيثليهيم بالإنجليزية هي أقدم جوقة باخ في الولايات المتحدة. يعود تاريخها إلى عام 1712 وفقًا لأرشيفات الجوقة. تم تأسيسها رسميًا في عام 1898 من قبل عازف الأرغن لدى كنيسة مورافيان المركزية جون فريدريك وول . وتم تأسيسها تقريبًا في نفس وقت إنشاء بيثليهم ستيل والتي بدأت نشاطها لأول مرة في عام 1899.
مقرها في بيت لحم ، بنسلفانيا ، قامت الجوقة بجولات دولية ، حيث قدمت عروضها في قاعة ألبرت الملكية ، و توم سكرتشي في لايبزيغ (حيث كان يوهان سيباستيان باخ مغنيًا) ، و هارسكل في ميونيخ ريزيدينز (سكن ميونيخ الملكي). كما قدمت عروضها في أماكن أمريكية مثل قاعة كارنيجي ومركز كينيدي ، وسجلت مع بي بي سي عدة حفلات وعلى ملصقات دوريان وأناليكتا ،  وتقوم باستضافة أطول مهرجان باخ في العالم.

## تاريخها

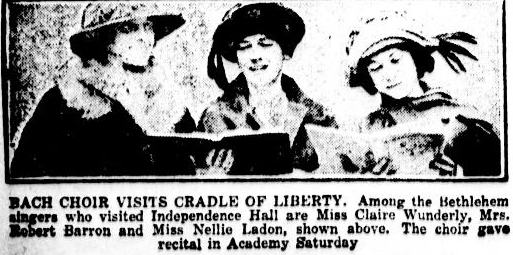
فرقة باخ تزور مهد الحرية (دفتر الأستاذ العام المسائي بفيلادلفيا، 6 نوفمبر، 1922)

تأسست في عام 1898 من قبل عازف أرغن لدى كنيسة مورافيا المركزية جون فريدريك وول. قامت جوقة باخ في بيثليهيم بجمع الموسيقيين معًا من منطقة بيثليهم في بنسلفانيا لدراسة القداس في ب مينور الذي تمت كتابته بواسطة يوهان سيباستيان باخ.  يعود الفضل إلى هذه الجوقة في تقديم العرض الأول الأمريكي لقداس باخ الكامل في 27 مارس 1900 (على الرغم من وجود أدلة على أن بعض الأجزاء من القداس قد تم إجراؤها في الولايات المتحدة في وقت مبكر من عام 1870).  بعد الانتهاء من العرض الأول،قدمت الجوقة أيضًا أول أداء كامل في أمريكا لباخ عيد الميلاد أوراتوريو في عام 1901.
في عام 1914 ، وصفت صحيفة هاريسبرج تلغراف قائد جوقة باخ فريدريك وول ، بأنه "أهم تلميذ باخ حاليًا" في تغطيتها لأداء الفرقة في مهرجان بيثليهم التاسع لباخ.
في عام 1921، وصف إيفنينغ بابليك ليدجر بفيلادلفيا الفرقة بأنها "منظمة مشهورة"، وأشار إلى أن أعضاؤها سيقدمون عروضهم في أكاديمية الموسيقى في تلك المدينة يوم 6 نوفمبر.
قام بروس كاري وويليام إيفور جونز بقيادة الفرقة من 1933-1938 و 1939-1969 على التوالي. تولى ألفريد مان عالم الموسيقى الألماني الأمريكي الشهير قيادة الجوقة في عام 1970.  ثم قام جريج فونفجيلد خريج كلية ويستمنستر كورال عام 1976 بقيادة الفرقة الموسيقية من 1983 إلى 2021. وتحت قيادته ، وسعت الجوقة حفلها من العروض السنوية في مهرجان بيت لحم باخ إلى سلسلة على مدار العام من 31 حفلة موسيقية، وأصدرت العديد من التسجيلات ،  وشارك في إنتاج فيلمين (الفيلم الوثائقي بي بي اس ، اصنع ضوضاء بهيجة ،  دي ڤي دي الكلاسيكي للأطفال الموزع دوليًا ، السيد باخ يأتي للاتصال. كما بدأ فونفجيلد توسيع مبادرات التوعية التعليمية للجوقة ، بما في ذلك باخ إلى  مدرسة وباخ في نون ، اللتين حصلتا على المنح الوطنية للفنون من 2011 إلى 2017 وجائزة دولية 2012 من مؤسسة جي اس باخ ستيفتونغ في سويسرا.
في عام 2007 ، قدمت جامعة بيثليهيم وجامعة بالدوين والاس (مهرجان بو باخ)، أقدم مهرجان جماعي لباخ في البلاد بالإضافة إلى ثاني أقدم مهرجان لباخ في البلاد) ، في الذكرى 75 للمهرجان.  عملت هاتان المجموعتان معًا للاحتفال بمعالم مهرجاناتهما.  استوحى ريمنشنايدر ، مؤسس مهرجان بو ، من رحلة عام 1931 إلى مهرجان بيت لحم باخ.
في مايو 2019 ، أعلنت الجوقة أن مديريها الفنيين والتنفيذيين سيتقاعدون في غضون عامين.  أدى جائحة كوفيد ١٩ إلى تأخير خططهم ، مما دفع بريدجيت جورج إلى التقاعد كمديرة تنفيذية في يونيو 2021 ، لتحل محلها ليلا بريثوبت.  بقي جريج فونفجيلد في منصب المدير الفني والقائد لمدة عام آخر ، وتقاعد في يونيو 2022 بعد 39 عامًا من الخدمة.  تم الإعلان عن الدكتور كريستوفر جاكسون ليكون سابع مدير فني وقائد للجوقة في 26 مايو 2022.

## مواضيع مختارة
- يوهان سيباستيان باخ
- جورج فريدريك هاندل

## روابط خارجية
- موقع كورال باخ في بيت لحم
- كتاب والترز ، ريمون جوقة بيت لحم باخ ؛ رسم تاريخي وتفسيري هوتون ميفلين ، 1918
- وليام فريدريك باديه "باخ ريديفيفوس" المستقل 52 ، ص 1788 - 1780 ، 26 يوليو 1900.
- "اصنع ضوضاء مبهجة: جوقة باخ في بيت لحم"